# ジャック・グリーンウェル
ジャック・グリーンウェル（Jack Greenwell）ことジョン・リチャード・グリーンウェル（John Richard Greenwell,  1884年1月2日 - 1942年11月20日）は、イギリス・イングランドのダラム州クロック出身の元サッカー選手・指導者。FCバルセロナの監督を2期・通算7シーズン務め、ヨハン・クライフに破られるまで同クラブの最長政権記録であった。1939年にはペルー代表を率い、同国を南米選手権（現・コパ・アメリカ）初優勝に導くとともに、同大会で非南米出身者として優勝した唯一の監督になった。スペインのリーガ・エスパニョーラの多くのクラブの監督を指導し、南米のクラブチームでも指揮を執った。

## 経歴

### 現役時代
1884年1月2日、ジャック・グリーンウェルはダラム州のクロックに鉱山労働者の息子として生まれた。ジャック自身も学校中退後は鉱夫に就職、一方で17歳時から地元のサッカークラブで、ノーザン・フットボール・リーグ(当時3部相当。現在9部・10部相当)所属のクロック・タウンでウイング・ハーフとしてプレーした。
また1909年にはゲスト・プレイヤーとして同じダラム州のセミプロクラブ、ウェスト・オークランド・タウンFCに帯同。イタリアのトリノで行われたクラブの国際大会サー・トーマス・リプトン杯で優勝した。この時のポジションはセンターフォワードやセンターハーフだった。
1912年9月29日には、スペインのFCバルセロナで海外デビューしFCエスパーニャに4-2で勝利した。またグリーンウェルは古巣のクロック・タウンとFCバルセロナのエキシビジョン・マッチを組むのに一役買い、結果はクロック・タウンの4-2、1-1、2-2で1勝2分けであった。この試合に出ていたバルサの若手選手、パウリノ・アルカンタラ、フランセスク・ブル、ローマ・フォルンス、そして当時29歳のグリーンウェル自身は、1912-13、1915-16年シーズンのカタルーニャ州選手権優勝の原動力となる。

### スペインでの指導者時代
1916年、FCバルセロナで32歳で現役を終えたグリーンウェルは、休む間もなくジョアン・ガンペール会長の判断でチームの監督に就任した。監督デビューは1917年7月7日のCEエウロパ戦で、3-1で勝利した。最終的にグリーンウェルはバルサで492試合指揮を執り、「黄金世代」と共に戦った。戦績は335勝73分け84敗(第2期含む)。
アルカンタラのディフェンダー起用などで彼の辞任を求める声も上がったが、州選手権6回優勝とコパ・デル・レイ優勝2回を成し遂げた。彼の下でプレーした世代には、アルカンタラ以外にザギバルバ、リカルド・サモラ、ジュゼップ・サミティエール、フェリス・ザスマガ、フランツ・プラトコがいた。グリーンウェルはバルサに戦術的な革新をもたらし、攻撃面にパスワークや最終ラインからのビルドアップ等を植え付け、逆にドリブルなど個に依存する攻撃を抑制した。
バルセロナの監督期間中、グリーンウェルは同じカタルーニャ州内の2つのクラブと短期間契約し働いている。1923年2月9日にジローナと契約して、トップチームに個々の技術とチーム戦術の向上のための短期指導を行った。FCバルセロナ監督を退任した後の同年8月には、同じ街に本拠を置くUEサンツと契約、1926年まで監督を務めた。
1926年にはバレンシア州のCDカステリョンの監督に就任し、大幅な練習環境の改善に取り組んだ。バレンシア州選手権で初の準優勝を果たし、この成績によりコパ・デル・レイ1927への本大会出場権をクラブ史上初めて獲得した。だが翌シーズンの州選手権開幕から14試合を経過したときに、突如契約が破棄された。しかしその後グリーンウェルの残した遺産を引き継いだチームは、このシーズンに州選手権(４チームでリーグ戦)で初優勝した。
1928年1月、グリーンウェルはRCDエスパニョールの監督に月給1,200万ペセタで就任。リーガ・エスパニョーラの初年度1929年シーズンに臨んだが、10チーム中7位という平凡な成績に終わった。しかし州選手権とコパ・デル・レイ1928-1929には優勝している。
リカルド・サモラ、リカルド・ザプリッサを擁し、グリーンウェル監督のエスパニョールはスポルティング・デ・ヒホン、アレナス・クルブ・デ・ゲチョを撃破。準々決勝ではアトレティコ・マドリードを2戦合計9-3と圧倒し、準決勝では半年後にプリメーラ・ディビシオン初代王者となる古巣のバルサを合計3-1で下した。そして決勝戦ではレアル・マドリードに2-1で勝利し優勝した。グリーンウェルはエスパニョールを更にもう1シーズン率いたが、しかし無冠に終わった。
エスパニョール退団後、グリーンウェルはマヨルカでの1年を経て1931年に古巣FCバルセロナへ復帰した。2シーズン指揮を執り、その間に州選手権1931-32年シーズンで優勝した。これはグリーンウェル指揮下のバルサにとって5回目、そしてクラブ通算18回目の州制覇であった。
1934-34年シーズンにはバレンシアFC監督に就任。リーグでは7位だったが、州選手権で優勝。共和国大統領杯/コパ・デ・エスパーニャ1933-34に出場し、決勝まで勝ち進んだ。対戦相手のマドリードFCにはかつてカタルーニャ時代に共に戦ったサミティエールとサモラがいた。試合は1-2で敗れ、バレンシアの初優勝はならなかった。
グリーンウェルは1シーズンでバレンシアを退団、その後に率いたスポルティング・デ・ヒホンでの1935-36年シーズンがスペインでの最後の仕事となった。

### 南米での指導者時代
スペイン内戦勃発後、グリーンウェルはイングランド人の妻ドリスと共に国外へ脱出した。1936年にトルコ代表の監督に就任、一時トルコに在住する。1938年にペルーに移住し、同国代表監督に就任。さらに1939年には首都リマのウニベルシタリオ・デ・デポルテス監督も兼任した。ウニベルシタリオではプリメーラ・ディビシオン (ペルー)1939年シーズンを制覇(1シーズン2回戦総当たり)、また代表ではボゴタで開催された1938年の第1回ボリバリアン・ゲームズのサッカー競技で優勝した。1939年の1月から2月に自国開催された第15回南米選手権(現コパ・アメリカ)においても、5チームで争われたリーグ戦を4戦全勝し、ペルーを同大会初優勝に導いた。
1940年、グリーンウェルはコロンビアの港町バランキージャに移住し、1942年に同市で行われる予定の第5回中央アメリカ・カリブ海競技大会に向けてサッカーコロンビア代表チームの強化指導員のオファーを受諾、またバランキージャに本拠を置くアトレティコ・ジュニオールの監督も兼任した。
だが不幸にも第2次世界大戦を理由に同大会は延期された。大会は1946年に予定通りバランキージャで行われたが、そこにグリーンウェルの姿はなかった。1942年9月6日、クラブ創設から1年も経っていない首都ボゴタのインデペンディエンテ・サンタフェ監督に就任。アマチュア中心の若いチームを「カンペオナート・デ・クンディナマルカ」準決勝進出に導いたが、決勝を目前に控えた10月7日に急逝した。享年58歳。
チームは監督の突然の急死・マスコミの騒ぎも影響し、決勝でアメリカFBCに0-2で敗れ準優勝に終わった。対戦相手のミゲル・タレロはミジョナリオス移籍後に「サンタフェの選手達は明らかに平常心を欠いていた」とコメントしている。なおサンタフェはその後に地域レベルの大会で上位常連となり、1948年に創設された全国プロリーグ「ディマヨール」ではリーグ最多得点・最少失点で初代王者となっている。
グリーンウェルの娘の名前はスペイン語風の「カルメン」である。

## タイトル

### 選手時代
- カタルーニャ州選手権優勝：2回 (1912-1913、1915-1916)
- コパ・デル・レイ優勝：1回 (1912-1913)
- ピレネーズ・カップ優勝：1回 (1913)

### 指導者時代
- コパ・デル・レイ優勝：3回 (1919-1920、1921-1922、1928-1929)
- カタルーニャ州選手権優勝：7回 (1918-1919、1919-1920、1920-1921、1921-1922、1923-1924、1928-1929、1931-1932)
- バレンシア州選手権優勝：1回 (1933-1944)
- プリメーラ・ディビシオン (ペルー)優勝：1回 (1939)
- 南米選手権優勝：1回(1939)
- ボリアバリアンゲームズ・サッカー競技優勝：1回 (1938)